# Ем Би Си
„Ем Би Си“ (MBC, на корейски: 주식회사문화방송, Jusikhoesa Munhwa Bangsong; на английски: Munhwa Broadcasting Corporation) е южнокорейска радио и телевизионна мрежа със седалище в Сеул. Munhwa е корейската дума за „култура“. Нейната водеща наземна телевизионна станция е Канал 11 за цифрова.

## Телевизионни канали

### Безплатно
- MBC

### Кабел
- MBC Dramanet
- MBC Sports+
- MBC Every 1
- MBC M
- MBC Sports+ 2
- MBC On
- MBCGame (затворен)
- MBC Life (затворен)
- MBC QueeN (затворен)

## Радиостанции
- MBC Standard FM
- MBC FM4U
- Channel M

## Дъщерни дружества и подразделение
- MBC Plus
- MBC C&I
- iMBC
- MBC Arts
- MBC Play Fee
- MBC Academy
- MBC America
- MBC Nanum